# Átila de Melo Lira
Átila de Melo Lira, mais conhecido como Átila Lira, (Teresina, 1º de abril de 1980) é um advogado, professor empresário e político brasileiro, exercendo seu primeiro mandato de deputado federal pelo Piauí.

## Dados biográficos
Filho de Átila de Freitas Lira e Maria das Graças Melo Lira. Advogado formado pelo Centro de Ensino Unificado de Brasília em 2004, tem Mestrado em Economia do Setor Público pela Universidade Federal do Ceará em 2008 e Doutorado em Engenharia de Produção pela Universidade Paulista em 2016. A partir de 2003 ocupou os cargos de pró-reitor do Centro Universitário Santo Agostinho e diretor da Christo Faculdade do Piaui, cargos dos quais afastou-se para candidatar-se, sem sucesso, a primeiro suplente de senador via PSB na chapa de Wilson Martins, em 2018. Eleito deputado federal via PP em 2022 como sucessor do pai.